# گرینز نورتون
گرینز نورتون (به انگلیسی: Greens Norton) یک روستا و محله مدنی در بریتانیا است که در ساوت نورث‌همپتون‌شر واقع شده‌است. گرینز نورتون ۱٬۵۸۷ نفر جمعیت دارد.